# Le Mesnil-Tôve
Le Mesnil-Tôve est une ancienne commune française du département de la Manche et de la région Normandie, devenue le 1er janvier 2017 une commune déléguée au sein de la commune nouvelle de Juvigny les Vallées.
Elle est peuplée de 228 habitants.

## Géographie
La commune est située dans le Mortainais, en Bocage normand. Son bourg est à 3 km au nord de Juvigny-le-Tertre, à 10 km à l'ouest de Sourdeval et à 11 km au nord-ouest de Mortain.
| Chérencé-le-Roussel (comm. nouv. de Juvigny les Vallées), Le Mesnil-Gilbert (sur quelques dizaines de mètres) | Chérencé-le-Roussel (comm. nouv. de Juvigny les Vallées) | Chérencé-le-Roussel (comm. nouv. de Juvigny les Vallées) |
| Le Mesnil-Adelée                                                                                              | du Mesnil-Tôve                                           | Bellefontaine (comm. nouv. de Juvigny les Vallées)       |
| Juvigny-le-Tertre (comm. nouv. de Juvigny les Vallées)                                                        | Juvigny-le-Tertre (comm. nouv. de Juvigny les Vallées)   | Bellefontaine (comm. nouv. de Juvigny les Vallées)       |

## Toponymie
L'appellatif toponymique mesnil repose sur l’ancien français maisnil, mesnil « habitation avec pièce de terre, demeure, maison, manoir », et parfois « métairie », issu du bas-latin mansionile, dérivé neutre en -ile du latin mansio « résidence ».
Le gentilé est Mesniltovais.

## Histoire
Le patronage de l'église appartenait à l'abbaye de Savigny.
Au Moyen Âge, les seigneurs du Mesnil-Tôve sont les de Semilly, qui vendent ce fief en 1458 à la famille Gallouin dont les membres en restèrent les seigneurs durant tout le XVIe siècle. En 1773, Julien de Cheverue (1717-1786) obtient l'érection du Mesnil-Tôve en marquisat réunissant sept fiefs. Georges de Cheverue (1746-1823) et son épouse Jacqueline Richier de Cerisy, émigrèrent à Jersey après avoir vendus tous leurs biens.
En 1773, Julien de Cheverue (1717-1786) obtint l'érection en marquisat du Mesnil-Tove réunissant sept fiefs. Georges de Cheverue (1746-1823) et son épouse Jacqueline Richier de Cerisy émigrèrent à Jersey, après avoir vendus tous leurs biens.
Le 1er août 1795, Louis de Frotté, commandant en chef de l'armée catholique et royale — les chouans de Normandie —, bivouaque autour du château du Mesnil-Tôve quand il se fait attaquer par 120 Républicains, qui viennent de piller le château de Lingeard. Les Chouans menés par Bellavidès et Saint-Paul de Lingeard mettront les Républicains en fuite.
Lors de la bataille de Normandie, Le Mesnil-Tôve est l'objet de violents combats le 7 août 1944 et les jours suivants quand les Allemands déclenchent l'opération Lüttich pour tenter de couper la percée américaine née du succès de l'opération Cobra.
Le 1er janvier 2017, Le Mesnil-Tôve intègre avec six autres communes la commune de Juvigny les Vallées créée sous le régime juridique des communes nouvelles instauré par la loi no 2010-1563 du 16 décembre 2010 de réforme des collectivités territoriales. Les communes de La Bazoge, Bellefontaine, Chasseguey, Chérencé-le-Roussel, Juvigny-le-Tertre, Le Mesnil-Rainfray, Le Mesnil-Tôve deviennent des communes déléguées et Juvigny-le-Tertre est le chef-lieu de la commune nouvelle.

## Politique et administration

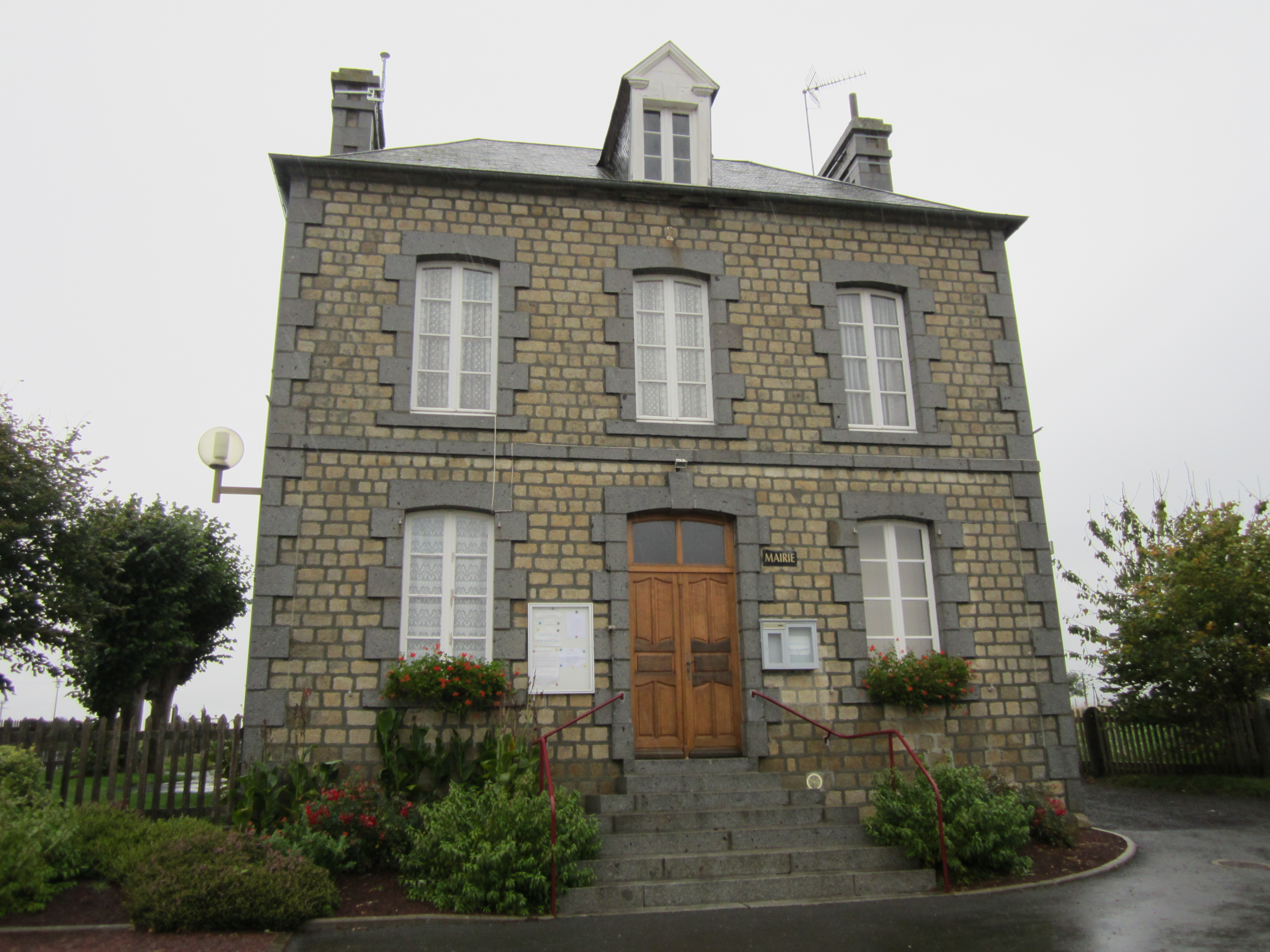
La mairie annexe.

### Liste des maires
| Période                                  | Période       | Identité     | Étiquette | Qualité     |
| ---------------------------------------- | ------------- | ------------ | --------- | ----------- |
| Les données manquantes sont à compléter. |               |              |           |             |
| 1965                                     | 1989          | Marcel Patin |           | Agriculteur |
| 1989                                     | décembre 2016 | Daniel Ganné | SE        | Agriculteur |

Le conseil municipal était composé de huit membres (pour onze sièges) dont le maire et deux adjoints. Ces conseillers intègrent au complet le conseil municipal de Juvigny les Vallées le 1er janvier 2017 jusqu'en 2020 et Jean-Yves Hamel devient maire délégué.

## Population et société

### Démographie
L'évolution du nombre d'habitants est connue à travers les recensements de la population effectués dans la commune depuis 1793. À partir du 1er janvier 2009, les populations légales des communes sont publiées annuellement dans le cadre d'un recensement qui repose désormais sur une collecte d'information annuelle, concernant successivement tous les territoires communaux au cours d'une période de cinq ans. 
Pour les communes de moins de 10 000 habitants, une enquête de recensement portant sur toute la population est réalisée tous les cinq ans, les populations légales des années intermédiaires étant quant à elles estimées par interpolation ou extrapolation. Pour la commune, le premier recensement exhaustif entrant dans le cadre du nouveau dispositif a été réalisé en 2006,.
En 2022, la commune comptait 228 habitants, en évolution de −3,8 % par rapport à 2016 (Manche : +0,44 %, France hors Mayotte : +2,49 %).
Le Mesnil-Tôve a compté jusqu'à 792 habitants en 1841.
| 1793 | 1800 | 1806 | 1821 | 1831 | 1836 | 1841 | 1846 | 1851 |
| ---- | ---- | ---- | ---- | ---- | ---- | ---- | ---- | ---- |
| 740  | 688  | 774  | 755  | 779  | 786  | 792  | 790  | 767  |

| 1856 | 1861 | 1866 | 1872 | 1876 | 1881 | 1886 | 1891 | 1896 |
| ---- | ---- | ---- | ---- | ---- | ---- | ---- | ---- | ---- |
| 701  | 766  | 735  | 720  | 784  | 730  | 682  | 629  | 624  |

| 1901 | 1906 | 1911 | 1921 | 1926 | 1931 | 1936 | 1946 | 1954 |
| ---- | ---- | ---- | ---- | ---- | ---- | ---- | ---- | ---- |
| 614  | 587  | 582  | 469  | 483  | 487  | 507  | 521  | 462  |

| 1962 | 1968 | 1975 | 1982 | 1990 | 1999 | 2006 | 2011 | 2016 |
| ---- | ---- | ---- | ---- | ---- | ---- | ---- | ---- | ---- |
| 416  | 403  | 338  | 293  | 229  | 207  | 226  | 237  | 237  |

| 2019 | - | - | - | - | - | - | - | - |
| ---- | - | - | - | - | - | - | - | - |
| 232  | - | - | - | - | - | - | - | - |

## Culture locale et patrimoine

### Patrimoine religieux
- Église Saint-Jean-Baptiste (XVIIe – XXe siècles). Quasi détruite dans les combats de la Libération, elle est reconstruite à partir de 1958 selon les plans de l'architecte Louis Cornille, et bénie le 8 septembre 1960[2].

Elle abrite une Vierge à l'Enfant du XIVe et une statue de saint Jean-Baptiste et l'agneau du XVe classées au titre objet aux monuments historiques, ainsi qu'une verrière du XXe de Robine & Lecomte.
- Croix du cimetière (XVIIe siècle).
- Croix de chemin (XVIIIe siècle).

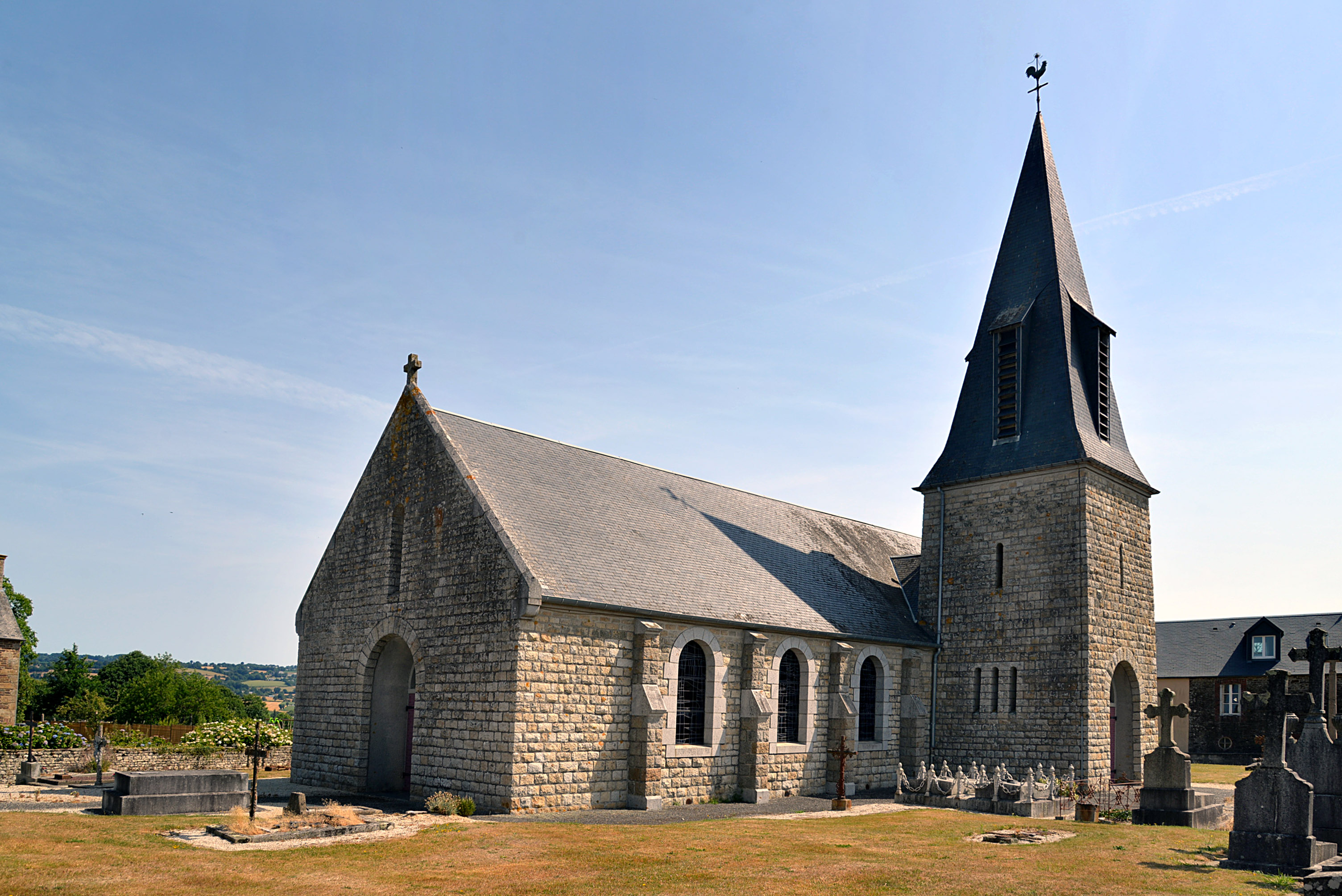
L'église Saint-Jean-Baptiste.
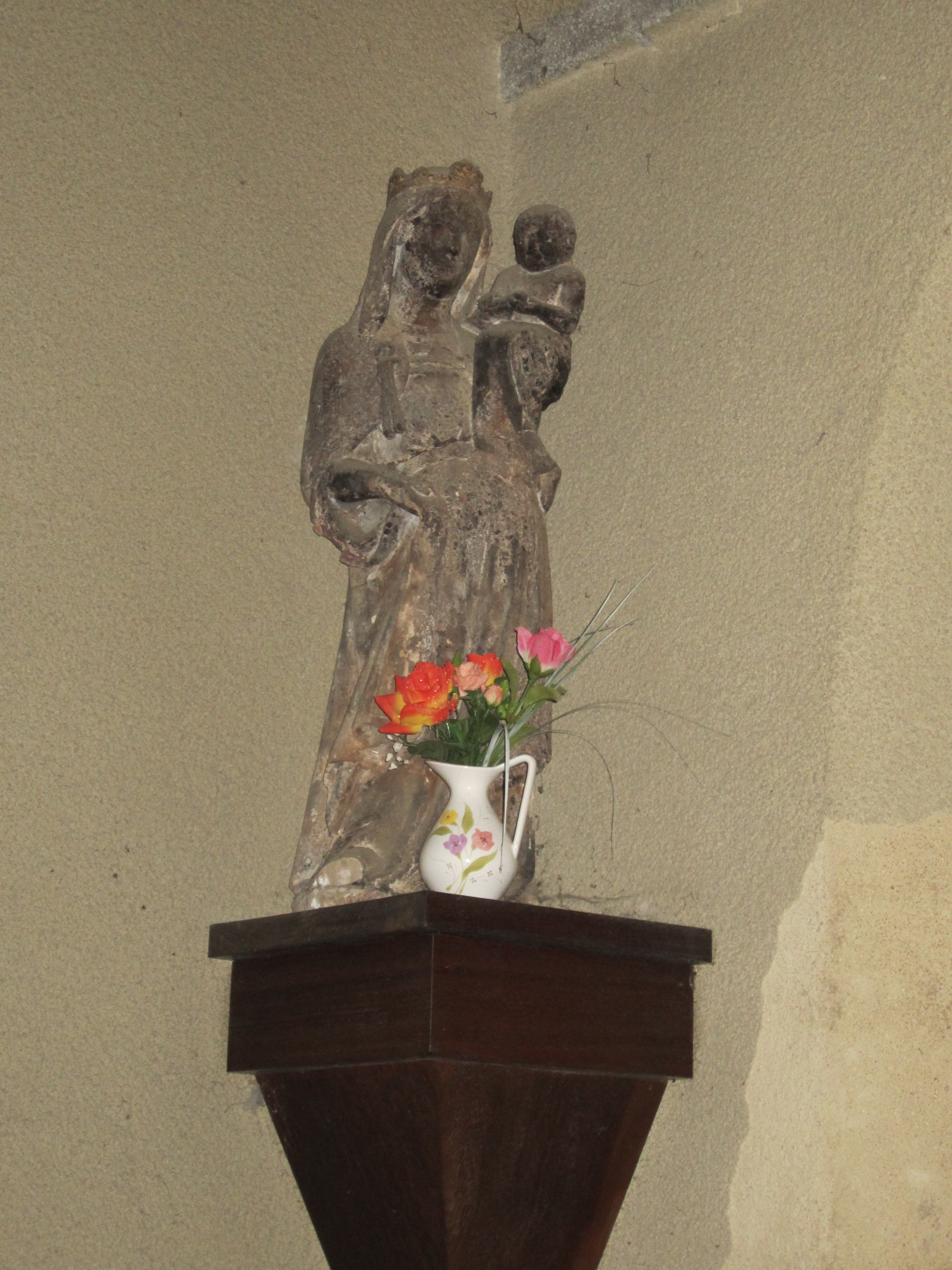
Vierge à l'Enfant (XIVe siècle), église Saint-Jean-Baptiste.
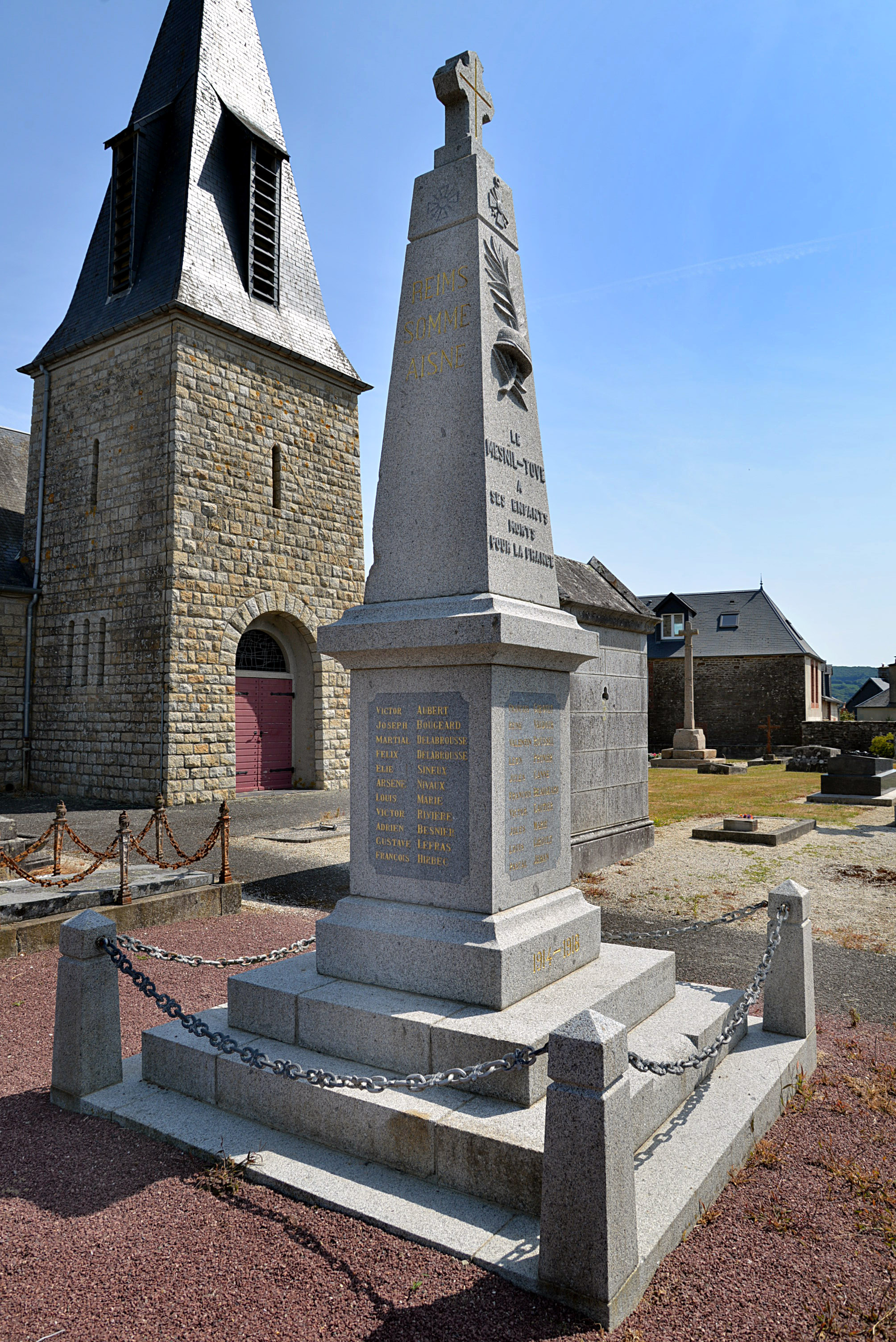
Le monument aux morts et la croix de cimetière.
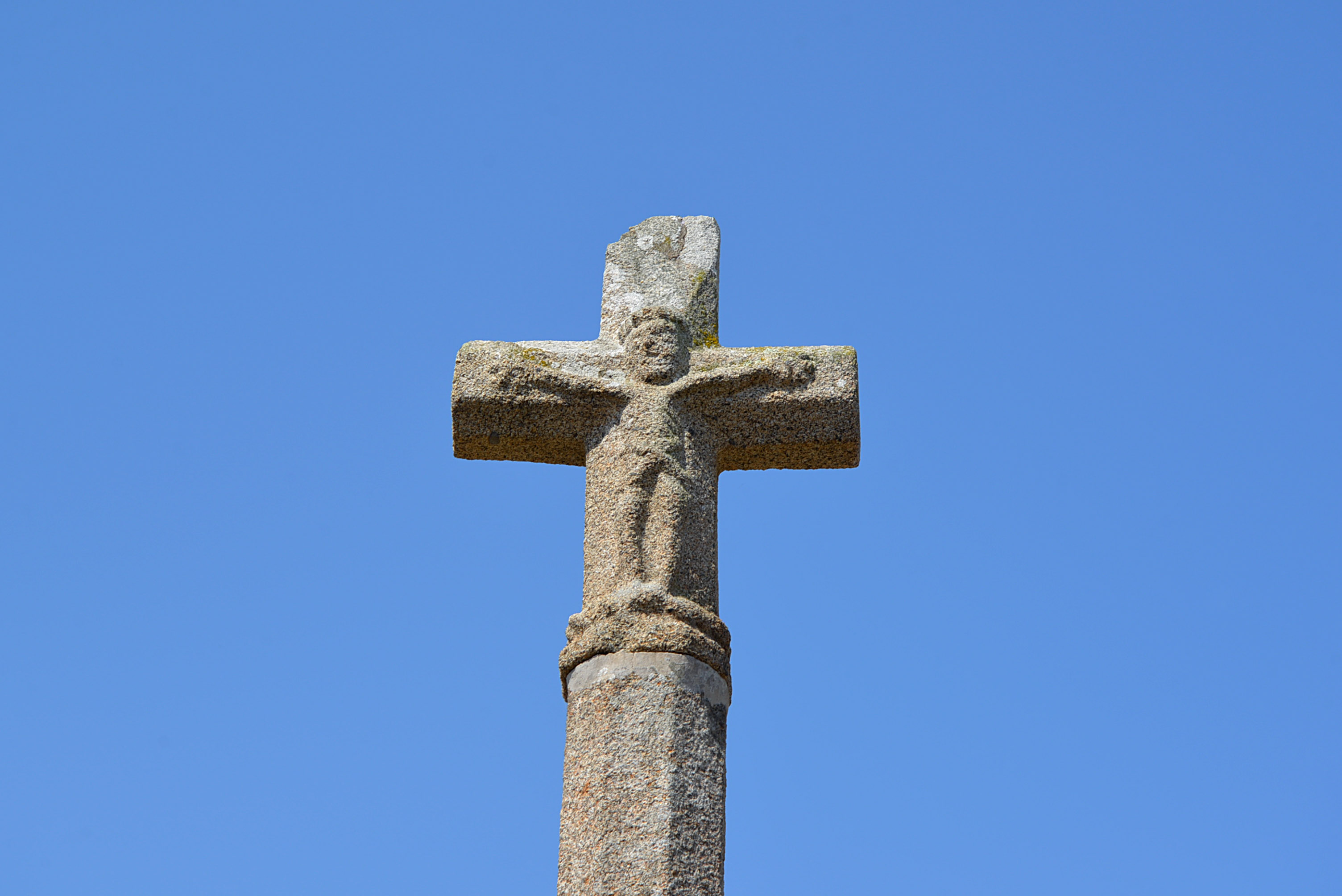
Détail de la croix de cimetière (XVIIe).

### Patrimoine civil
- Manoir du Grand Aunay[12].
- Château de Mesnil-Tôve.
- Le Village enchanté, parc d'attractions de Bellefontaine, est en partie sur le territoire communal.
- Lavoir.